# Galassia che vai
Galassia che vai (titolo originale The Great Explosion) è un romanzo di fantascienza sociologica del 1962 dello scrittore inglese Eric Frank Russell.

## Storia editoriale
Il romanzo di fantascienza umoristica a sfondo pacifista, pubblicato nel 1962, è un ampliamento di una precedente opera breve dello stesso Russell, uscita nel 1951 sulla rivista statunitense Astounding con il titolo di ... And Then There Were None.
Il romanzo è stato insignito nel 1985 del riconoscimento Hall of Fame assegnato in occasione del Premio Prometheus.

## Trama
Grazie alla fortuita scoperta della propulsione Blieder, sono oramai facilmente possibili i viaggi interstellari e nel corso dei secoli numerose comunità hanno abbandonato la Terra, fondando colonie a migliaia di anni-luce lontano da essa.
L'impero terrestre decide ora di inviare una nave interstellare per prendere contatto con alcune fra queste colonie, per instaurare nuovamente dei rapporti, fondare una comunità e "difenderle" da eventuali aggressori esterni.
Al comando dell'ambasciatore imperiale, del comandante della nave il capitano Grayder e della marina dello spazio colonnello Shelton, i terrestri visitano dapprima quella che era stata una colonia penale, ove erano stati deportati i criminali, successivamente il pianeta Igea, colonizzato da anarchici e naturisti, poi il pianeta Kassim, colonizzato da fanatici religiosi musulmani e buddisti, ed infine il pianeta K299, colonizzato da dissidenti di ogni genere.
A parte Kassim, che pareva oramai un pianeta morto, nessun pianeta appare più adatto a far più parte di una comunità terrestre: la colonia penale è composta da sparuti gruppi isolati, spesso in lotta fra loro, dove vige la regola del più furbo; Igea - dove comunque viene lasciato un consolato - è un pianeta sviluppato ma fermo, volutamente, all'età preindustriale e abitato da salutisti; K299 è invece un pianeta sviluppato, ma i suoi abitanti semplicemente non vogliono più avere nulla a che fare con la Terra, vige la piena libertà di fare o non fare e viene applicata la regola gandhiana della resistenza passiva (chiamano loro stessi "gand" e i terrestri "antigand"). Buona parte dell'equipaggio diserterà per vivere serenamente in questo pianeta.

## Edizioni
- (EN) Eric Frank Russell, The Great Explosion, 1ª ed., Dobson, Londra - Torquil, New York, 1962.
- Eric Frank Russell, Galassia che vai, Hilja Brinis, copertina di Karel Thole, Urania n°299, Arnoldo Mondadori Editore, 1963,  p. 168.
- Eric Frank Russell, Galassia che vai, Hilja Brinis, copertina di Karel Thole, Urania n°613, Arnoldo Mondadori Editore, 1973,  p. 158.
- Eric Frank Russell, Galassia che vai, in Millemondinverno 1978: 2 romanzi e 7 racconti di Eric Frank Russell, traduzione di Hilia Brinis, copertina di Karel Thole, Millemondi n°14, Arnoldo Mondadori Editore, 1978,  p. 396.
- Eric Frank Russell, Galassia che vai, traduzione di Hilia Brinis, copertina di Karel Thole, Classici Urania n°88, Arnoldo Mondadori Editore, 1984,  p. 156.
- Eric Frank Russell, Galassia che vai, traduzione di Hilia Brinis, copertina di Franco Brambilla, Urania Collezione n°25, Arnoldo Mondadori Editore, 2005,  p. 218.